# Carlos Alsina
Carlos Roqué Alsina (ur. 19 lutego 1941 w Buenos Aires, zm. 5 sierpnia 2023 w Paryżu) – argentyński kompozytor, pianista i dyrygent.
W latach 1959–1964 był członkiem grupy Agrupación Nueva Música, a 1960-1964 dyrygentem w Teatro Colón w Buenos Aires. Jest autorem utworów na różne składy instrumentów, m.in. Approach na fortepian, perkusję i orkiestrę (1973), Sinfonia (1977), Passages (1990) oraz opery kameralnej La muraille (1981).